# Luciano Ligabue

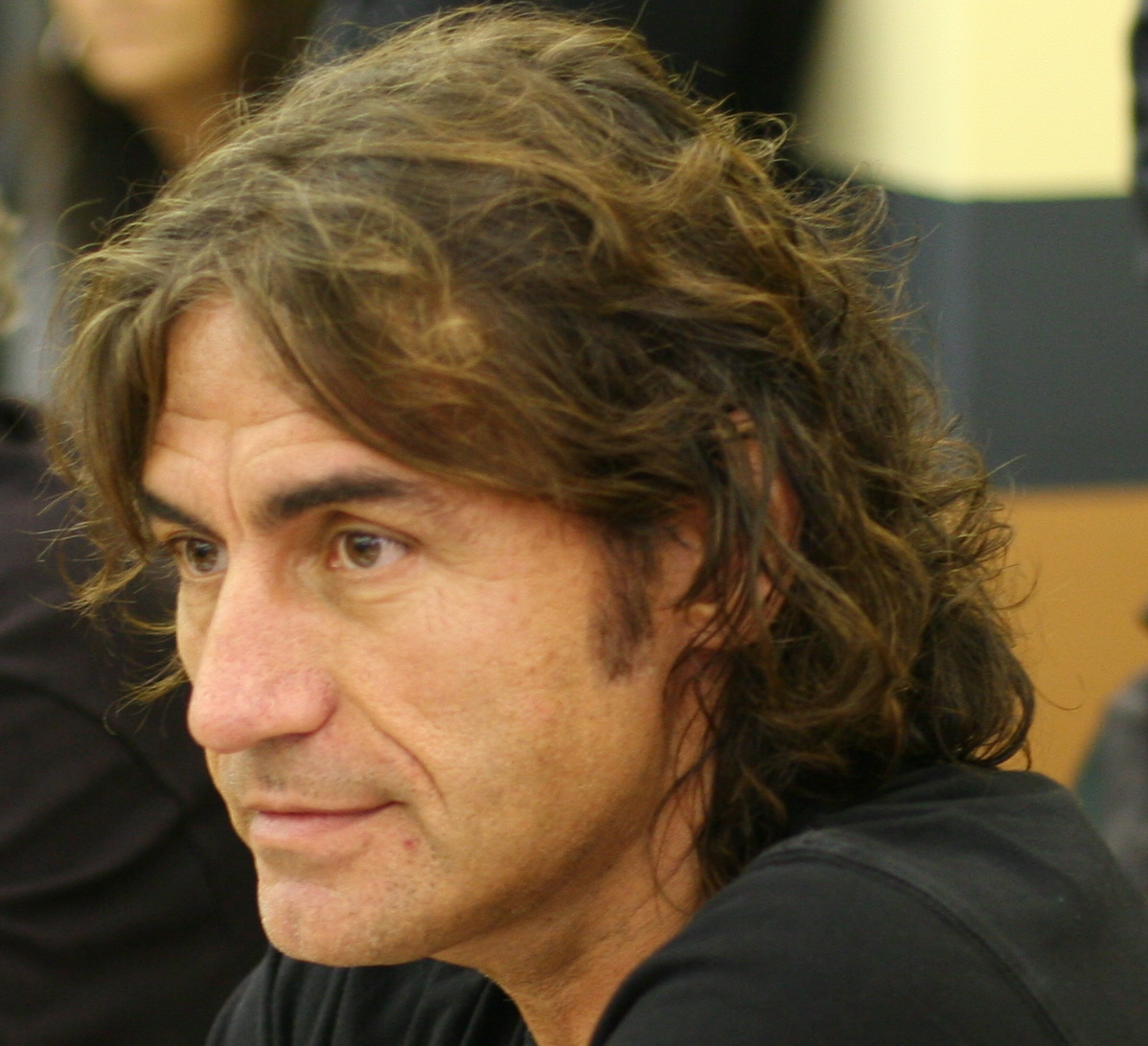
Luciano Ligabue

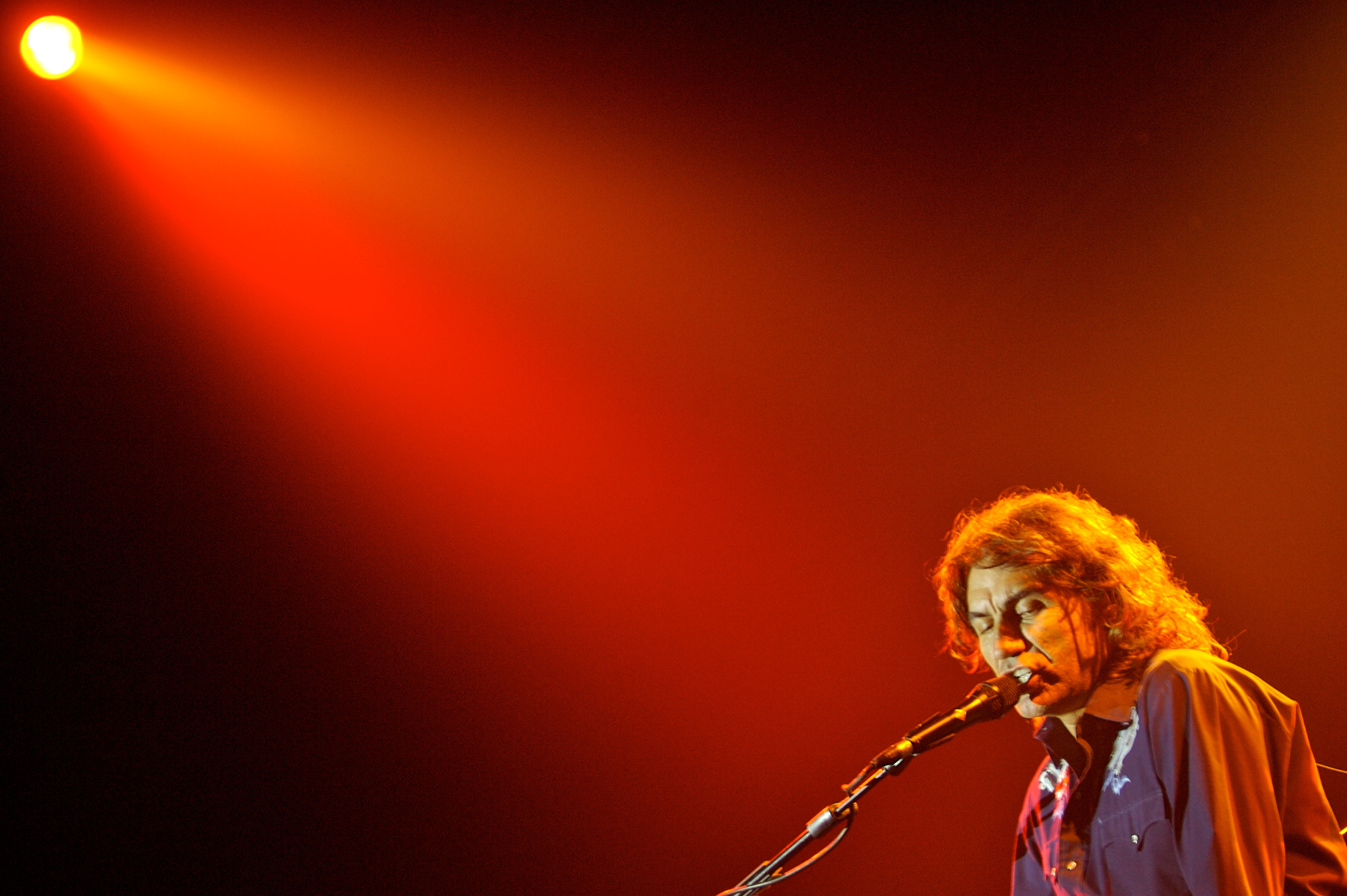
in Carisport te Cesena

Luciano Ligabue, vooral bekend onder de naam Ligabue (Correggio, 13 maart 1960) is een Italiaans zanger, regisseur, scenarioschrijver en auteur.

## Discografie
| - 1990 : Ligabue - 1991 : Lambrusco, Coltelli, Rose e Popcorn - 1993 : Sopravvissuti e Sopravviventi - 1994 : A Che Ora E La Fine Del Mondo - 1995 : Buon Compleanno Elvis - 1997 : Su E Giù Da Un Palco (Live) - 1998 : Radiofreccia (Bande Originale du film) - 1999 : Miss Mondo - 2002 : Fuori Come Va? - 2003 : Giro d'Italia (Live) - 2005 : Nome e Cognome - 2007 : Primo Tempo | - 2008 : Secondo Tempo - 2009 : Sette notti in Arena (Live) - 2010 : Arrivederci, Mostro! - 2011 : Campovolo 2.011 (Live) - 2013 : Mondovisione - 2015 : Giro del mondo (Live) - 2016 : Made in Italy - 2019 : Start - 2020 : Volente o Nolente - 2021 : Mi ci pulisco il cuore - 2021 : Essere umano |

## Videografie
Films
- 1998 : Radiofreccia
- 2002 : Da Zero A Dieci
- 2018 : Made in Italy

Live concerten
- 1991 : Lambrusco, Coltelli, Rose e Popcorn
- 1996 : Un Anno Con Elvis
- 1997 : Ligabue a San-Siro : Il Meglio Del Concerto
- 1997 : Ligabue a San-Siro : Tutto il Concerto
- 2000 : Ligabue in Arena
- 2003 : Fuori Come Va?
- 2005 : Campovolo
- 2006 : Nome e Cognome Tour : 4 DVD live : Milaan (Club Alcatraz et San Siro), Turijn (Palasport), Florence (Teatro) + 1 DVD bonus